# Référendum équatorien de 2018
Un référendum ainsi qu'une consultation populaire ont lieu en Équateur le 4 février 2018. 
La population est amenée à se prononcer sur sept questions, toutes légalement contraignantes, dont cinq portant sur la révision de la constitution et deux concernant des lois, l'une organique et l'autre ordinaire. L'une des questions d'ordre constitutionnelle, qui vise à revenir sur la possibilité pour un président de la République de se représenter pour un troisième mandat non consécutif, est considérée comme devant déterminer le retour ou non en 2021 de l'ex-président Rafael Correa. 
Toutes les propositions sont approuvées à plus de 60 %.

## Contexte
En novembre 2017, six mois après sa victoire à l'élection présidentielle équatorienne de 2017, Lenín Moreno convoque le référendum.
Ce scrutin, qui porte également sur plusieurs des réformes de Rafael Correa, provoque un schisme ouvert entre les deux hommes jusqu'au sein de leur parti politique Alianza País, qui domine alors la vie politique du pays depuis plus d'une décennie.

## Contenu

### Référendum
| Français | Approuvez-vous l'amendement de la constitution visant à ce que toute personne condamnée pour corruption soit privée de participation à la vie politique du pays ainsi que de ses biens, tel qu'énoncé dans l'annexe 1 ?                          |
| Espagnol | ¿Está usted de acuerdo con que se enmiende la Constitución para que se sancione a toda persona condenada por actos de corrupción con su inhabilitación para participar en la vida política y con la pérdida de sus bienes, como dice el Anexo 1? |

| Français | Afin de garantir le principe d'alternance, approuvez-vous l'amendement de la constitution de la république d'Equateur visant à ce que toute personne investie d'un mandat populaire ne puisse renouveler ce même mandat qu'une seule fois, de manière à revenir au principe de la Constitution de Montecristi et d'invalider l'amendement instaurant des réélections sans limites approuvée par l'Assemblée Nationale le 3 décembre 2015, tel qu'énoncé dans l'annexe 2 ? |
| Espagnol | Para garantizar el principio de alternabilidad, ¿está usted de acuerdo con enmendar la Constitución de la República del Ecuador para que todas las autoridades de elección popular puedan ser reelectas por una sola vez para el mismo cargo, recuperando el mandato de la Constitución de Montecristi y dejando sin efecto la reelección indefinida aprobada mediante enmienda por la Asamblea Nacional el 3 de diciembre de 2015, según lo establecido en el Anexo 2?   |

| Français | Approuvez-vous l'amendement de la constitution de la république d'Equateur visant à restructurer le Conseil de Participation Citoyenne et de Contrôle Social, à mettre fin au mandat de ses membres actuels, ainsi qu'à charger le Conseil sortant d'évaluer la performance des organes dont il a le pouvoir de nommer, pouvant, le cas échéant, mettre fin à leurs fonctions conformément à l'annexe 3 ?                                                                                  |
| Espagnol | ¿Está usted de acuerdo con enmendar la Constitución de la República del Ecuador para reestructurar el Consejo de Participación Ciudadana y Control Social, así como dar por terminado el periodo constitucional de sus actuales miembros y que el Consejo que asuma transitoriamente sus funciones tenga la potestad de evaluar el desempeño de las autoridades cuya designación le corresponde, pudiendo, de ser el caso, anticipar la terminación de sus períodos de acuerdo al Anexo 3? |

| Français | Approuvez-vous l'amendement de la constitution éliminant la prescription pour les crimes d'ordre sexuel contre les enfants et les adolescents, tel qu'énoncé dans l'annexe 4 ? |
| Espagnol | ¿Está usted de acuerdo con enmendar la Constitución para que nunca prescriban los delitos sexuales en contra de niñas, niños y adolescentes, según el Anexo 4?                 |

| Français | Approuvez-vous l'amendement de la constitution de la république d'Equateur interdisant la prospection minière sous toutes ses formes dans les territoires protégés, les zones intangibles et les centres urbains, tel qu'énoncé dans l'annexe 5 ? |
| Espagnol | ¿Está usted de acuerdo con enmendar la Constitución de la República del Ecuador para que se prohíba la minería metálica en todas sus etapas, en áreas protegidas, en zonas intangibles, y centros urbanos, según el Anexo 5?                      |

### Consultation populaire
| Français | Approuvez-vous l'annulation de la loi organique empêchant la spéculation sur le foncier et les capitaux, connue sous le nom de Loi sur les bénéfices de capitaux, tel qu'énoncé dans l'annexe I ? |
| Espagnol | ¿Está usted de acuerdo con que se derogue la Ley Orgánica para Evitar la Especulación sobre el Valor de Tierras y Especulación de Tributos, conocida como Ley de Plusvalía, segun el Anexo I?     |

| Français | Approuvez-vous l'augmentation d'au moins 50 000 hectares de la superficie des zones intangibles et de réduire les zones d'exploitation autorisées par l'Assemblée Nationale dans le Parc National de Yasuni de 1 030 à 300 hectares ? |
| Espagnol | ¿Está usted de acuerdo en incrementar la zona intangible al menos 50.000 hectáreas y reducir el área de explotación petrolera autorizada por la Asamblea Nacional en el Parque Nacional Yasuní de 1.030 hectáreas a 300 hectáreas?    |

## Sondages
| Date       | Source               | Question 1 | Question 1 | Question 2 | Question 2 | Question 3 | Question 3 | Question 4 | Question 4 | Question 5 | Question 5 | Question 6 | Question 6 | Question 7 | Question 7 |
| Date       | Source               | Oui        | Non        | Oui        | Non        | Oui        | Non        | Oui        | Non        | Oui        | Non        | Oui        | Non        | Oui        | Non        |
| ---------- | -------------------- | ---------- | ---------- | ---------- | ---------- | ---------- | ---------- | ---------- | ---------- | ---------- | ---------- | ---------- | ---------- | ---------- | ---------- |
| 12/12/2017 | Perfiles de Opinión, | 74,0 %     | 13,0%      | 56,0 %     | 29,0%      | 61 %       | 23,0%      | 74,0 %     | 13,0%      | 66,0 %     | 19,0%      | 62,0 %     | 23,0%      | 63,0 %     | 22,0%      |
| 06/01/2018 | Click                | 80,8%      | 19,2%      | 71,1 %     | 28,9%      | 72,5 %     | 27,5%      | 81,1 %     | 18,9%      | 70,8 %     | 29,2%      | 67,1 %     | 32,9%      | 68,4 %     | 31,6%      |
| 11/01/2018 | Diagnóstico          | 67,6 %     | 32,4%      | 60,5 %     | 39,5%      | 64,2 %     | 35,8%      | 67,3 %     | 32,7%      | 63,4 %     | 36,6%      | 59,8 %     | 40,2%      | 60,2 %     | 39,8%      |
| 15/01/2018 | CEDATOS              | 83,9 %     | 16,1%      | 70,6 %     | 29,4%      | 72,8 %     | 27,2%      | 83,3 %     | 16,7%      | 73,8 %     | 26,2%      | 72,3 %     | 27,7%      | 77,0 %     | 23,0%      |
| 22/01/2018 | Eureknow             | 74,0 %     | 26,0%      | 69,3 %     | 30,7%      | 66,1 %     | 33,9%      | 82,9 %     | 17,1%      | 69,8 %     | 30,2%      | 66,6 %     | 33,4%      | 68,0 %     | 32,0%      |

## Campagne électorale
Le camp présidentiel ainsi que l'opposition de Creo-Suma appellent tous deux à voter en faveur du oui.
Le 17 janvier 2018, dans le contexte de sa campagne pour le non au référendum, Rafael Correa annonce la création d'un nouveau parti politique, le Parti de la Révolution citoyenne, que le Conseil national électoral refuse d'enregistrer pour des problèmes de procédures. Dans la foulée, il accuse le gouvernement de son successeur de vouloir retirer le soutien apporté à Julian Assange, alors qu'il s'était engagé à continuer à lui garantir l'asile politique.

## Résultats
Un total de 13 026 598 électeurs inscrits sur les listes électorales équatoriennes sont invités à se rendre aux urnes.
Sur l'ensemble des questions, le oui l'emporte à 67,5 %.
| Question                      | Pour      | Pour  | Contre    | Contre | Valides   | Valides | Blancs  | Blancs | Nuls    | Nuls | Total / Participation | Total / Participation | Abstention | Abstention |
| Question                      | Votes     | %     | Votes     | %      | Votes     | %       | Votes   | %      | Votes   | %    | Votes                 | %                     | #          | %          |
| ----------------------------- | --------- | ----- | --------- | ------ | --------- | ------- | ------- | ------ | ------- | ---- | --------------------- | --------------------- | ---------- | ---------- |
| Amendement anti-corruption    | 7 036 604 | 73,71 | 2 509 773 | 26,29  | 9 546 377 | 90,76   | 386 817 | 3,68   | 585 167 | 5,56 | 10 518 361            | 80,75                 | 2 508 237  | 19,25      |
| Limitation des mandats        | 6 115 590 | 64,20 | 3 410 298 | 35,80  | 9 525 888 | 90,59   | 378 973 | 3,60   | 610 738 | 5,81 | 10 515 599            | 80,72                 | 2 510 999  | 19,28      |
| Réforme du Conseil citoyen    | 5 983 061 | 63,08 | 3 501 797 | 36,92  | 9 484 858 | 90,19   | 412 276 | 3,92   | 619 393 | 5,89 | 10 516 527            | 80,73                 | 2 510 071  | 19,27      |
| Amendement sur les mineurs    | 6 959 575 | 73,53 | 2 505 705 | 26,47  | 9 465 280 | 90,00   | 433 070 | 4,11   | 618 414 | 5,88 | 10 516 764            | 80,73                 | 2 509 834  | 19,27      |
| Amendement du code minier     | 6 486 181 | 68,62 | 2 966 583 | 31,38  | 9 452 764 | 89,88   | 479 625 | 4,56   | 585 081 | 5,56 | 10 517 470            | 80,74                 | 2 509 128  | 19,26      |
|                               |           |       |           |        |           |         |         |        |         |      |                       |                       |            |            |
| Retour de la spéculation      | 5 966 923 | 63,10 | 3 489 513 | 36,90  | 9 456 436 | 89,92   | 450 745 | 4,29   | 609 729 | 5,80 | 10 516 910            | 80,73                 | 2 509 688  | 19,27      |
| Protection des parcs naturels | 6 337 768 | 67,31 | 3 077 785 | 32,69  | 9 415 553 | 89,52   | 538 273 | 5,12   | 563 945 | 5,36 | 10 517 774            | 80,74                 | 2 508 824  | 19,26      |

## Analyse
Pour Simón Pachano, professeur de la Faculté latino-américaine des sciences sociales de Quito, « Si Lenín Moreno l'emporte avec une marge importante, il atteindra l'objectif fondamental de la consultation qui est de le légitimer ». Il ajoute que « si Rafael Correa obtient 30 à 35% des voix, cela peut être considéré comme un triomphe, cela va lui donner une présence politique forte dans le pays ».